# Javiera Olivares Mardones
Javiera Olivares Mardones (Santiago, 26 de marzo de 1981) es una periodista  y licenciada en comunicación social chilena, militante del Partido Comunista de Chile. Fue la primera mujer presidenta del Colegio de Periodistas, cargo que ocupó entre 2014 y 2017. Desde 2022 se desempeña como asesora en el gabinete de la ministra Camila Vallejo.

## Formación
Estudió periodismo en la Universidad Católica, donde tuvo un rol como dirigente estudiantil.
Realizó un magíster en Estudios sociales y políticos latinoamericanos en la Universidad Alberto Hurtadoy es doctora en Educación y Comunicación de la Universidad de Málaga y en Estudios Sociales de América Latina de la Universidad Nacional de Córdoba, Argentina. 

## Carrera periodística
Fue reportera de diversos medios de comunicación, entre ellos, el desaparecido diario La Nación Domingo y el Cuerpo de Reportajes de La Tercera. Fue corresponsal del canal de televisión venezolano Telesur en Chile, y también cubrió la zona de Medio Oriente para el mismo medio.
Ha publicado varias obras académicas y periodísticas como Voces del Periodismo. Reflexiones sobre un quehacer en permanente construcción (Lom, 2016), Guerrilla, combatientes chilenos en Nicaragua, El Salvador y Colombia (Ceibo, 2017), y Genealogía crítica de la participación ciudadana y los retos del Derecho a la Comunicación en Chile (Ciespal, 2017).
Desde 2019 asumió como coordinadora del Programa Libertad de Expresión de la Facultad de Comunicación e Imagen de la Universidad de Chile, cargo que dejó en 2022 para asumir la subdirección en la Secretaría de Comunicaciones (Secom) del Gobierno de Gabriel Boric.

## Carrera política
En 2017 se presentó a las elecciones parlamentarias por el PC en el distrito 10 -que incluye las comunas de Santiago, Providencia, Ñuñoa, Macul, San Joaquín y La Granja- y donde no salió electa.
En 2021 se unió al comando de la campaña presidencial de Daniel Jadue, para ocupar el rol de coordinadora de la Comisión sobre Derecho a la Comunicación y Medios.
A principios de 2022 fue convocada como subdirectora en la Secretaría de Comunicaciones de Gobierno, en la cartera de la ministra Vallejo y junto a Pablo Paredes. Ocupó ese cargo hasta octubre de 2022, cuando fue removida y relocalizada como asesora dentro del gabinete del mismo ministerio.